# Prunella (commedia)
Prunella è una commedia drammatica scritta nel 1913 da Laurence Housman e Harley Granville-Barker. Andata in scena a Broadway il 27 ottobre 1913, prodotta da Winthrop Ames, la commedia ebbe come protagonista Marguerite Clark che avrebbe ripreso in personaggio di Prunella nella versione cinematografica del 1918 diretta da Maurice Tourneur. Le recite proseguirono dall'8 dicembre al Booth Theatre, per un totale di 104 recite.

## Trama
Prunella è vissuta sempre chiusa nel mondo magico del suo giardino, lontana dalla realtà della vita. Un giorno incontra Pierrot che la conduce con sé a Parigi, facendola diventare un'attrice. Ma, poi, la trascura per un nuovo amore. Prunella, delusa e infelice, torna al suo giardino a cercare nei ricordi, una parvenza dei tempi felici. Lì, la ritroverà Pierrot che, pentito, si è accorto di essere ancora innamorato della moglie.

## Cast(Broadway, 27 ottobre 1913)
- Marguerite Clark: Prunella
- Ernest Glendinning: Pierrot
- Kathleen Comegys:
- Edwin Cushman:
- Kate De Becker:
- William Evill:
- Nennelle Foster:
- Winifred Fraser:
- Paul Gordon:
- Marie Hudspeth:
- Master Albert James:
- Raymond Lockwood:
- Luke Martin:
- Cecilia Radclyffe:
- Ada St. Clair